# Elías Rodríguez Zavaleta
Elías Nicolás Rodríguez Zavaleta (Quiruvilca, 22 de julio de 1974) es un abogado y político peruano. Fue congresista de la república por La Libertad durante tres periodos consecutivos y como miembro del Partido Aprista Peruano se desempeñó como secretario general del partido desde 2017 hasta 2021, año en que fue expulsado del partido. Postuló a la presidencia del Gobierno Regional de La Libertad en las elecciones regionales del 2022 por el movimiento regional Trabajo Mas Trabajo y actualmente es miembro del partido Podemos Perú desde el año 2024.

## Biografía
Elías Rodríguez nació en la ciudad de Quiruvilca, ubicado en la provincia de Santiago de Chuco en el departamento de La Libertad en Perú, el 22 de julio de 1974. Es hijo de Eusebio Rodriguez Vilca.
Realizó sus estudios primarios en el Colegio I.E.81007 Modelo y los secundarios en el Colegio José Faustino Sánchez Carrión. Luego ingresó a la Universidad Privada Antenor Orrego de la ciudad de Trujillo y estudió la carrera de Derecho.

## Carrera política
Fue militante del Partido Aprista Peruano, partido político fundado por Víctor Raúl Haya de la Torre. Como militante aprista, fue subsecretario general de la sede en La Libertad en el año 1993 y personero provincial en 1998.
Su carrera política se inicia en las elecciones parlamentarias del año 2000 como candidato al Congreso de la República, sin embargo, su candidatura no tuvo éxito. Posteriormente participó en la Marcha de los Cuatro Suyos encabezada por Alejandro Toledo contra el gobierno de Alberto Fujimori.
Al caer el gobierno fujimorista, Elías Rodríguez volvió a participar en la política y fue en las elecciones municipales del año 2002, como candidato a regidor de la ciudad de Trujillo por la lista aprista encabezada por José Murgia. Rodríguez finalmente obtiene un cargo político, al ser elegido como regidor provincial para el periodo 2003-2006.

### Congresista de la República
En las elecciones generales del 2006, postuló nuevamente al Congreso de la República por el Partido Aprista como representante de La Libertad. Finalmente, Elías Rodríguez es elegido como congresista de la república, con 71,758 votos, para el periodo parlamentario 2006-2011.
Como congresista, fue secretario de la Comisión de Justicia y Derechos Humanos (2006-2007), vicepresidente de la Comisión Investigadora sobre los presuntos actos de corrupción durante el gobierno de Alejandro Toledo (2006-2008); secretario de la Comisión de Transportes y miembro titular de la Comisión de Presupuestos (2010-2011). Fue también presidente de la Comisión de Vivienda.
Culminando su primera gestión, Rodríguez postuló a la reelección como congresista y logró tener éxito, siendo el único representante aprista de La Libertad, para el periodo 2011-2016.
En su segunda gestión, fue presidente de la Comisión de Fiscalización y vicepresidente de la Comisión de Energía y Minas. Formó también parte de Concertación Parlamentaria, bancada parlamentaria conformada por congresistas apristas e independientes.
Fue elegido por tercera vez como congresista por La Libertad en las elecciones del 2016 por la Alianza Popular, coalición política conformada por el Partido Aprista Peruano, el Partido Popular Cristiano y el partido Vamos Perú que lanzaron la cuarta candidatura presidencial de Alan García.
A inicios del periodo legislativo, Elías Rodríguez fue elegido el 26 de julio del 2016 como tercer vicepresidente del Congreso en la lista presidida por Luz Salgado, congresista del fujimorismo, para el lapso 2016-2017. Sin embargo, el 20 de septiembre del 2016, Rodríguez terminó por renunciar a su cargo tras las acusaciones de plagio en 18 proyectos de ley a nombre suyo. Tras su renuncia, Rodríguez fue reemplazado por Luciana León quien fue elegida por la bancada aprista.
El 30 de septiembre del 2019, su cargo parlamentario llegó a su fin tras la disolución del Congreso decretado por el presidente Martín Vizcarra.
En el año 2021, Elías Rodríguez fue expulsado del Partido Aprista Peruano por traición, debido a que había fundado el movimiento regional Trabajo mas Trabajo aun siendo secretario general del APRA.